# Sint-Blasiuskerk (Sint-Blasius-Boekel)

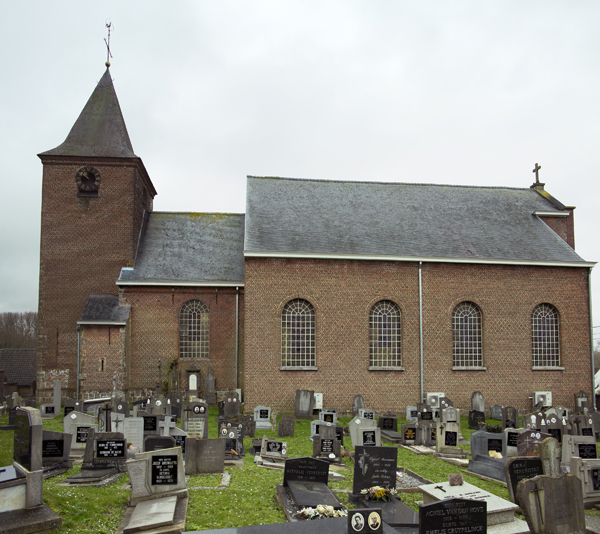
Sint-Blasiuskerk

De Sint-Blasiuskerk is de parochiekerk van de tot de Oost-Vlaamse gemeente Zwalm behorende plaats Sint-Blasius-Boekel, gelegen aan de Boekelbaan 151.

## Geschiedenis
De oorspronkelijke kerk was een eenbeukige kruiskerk in romaanse en vroeggotische bouwstijl. In 1108 werd deze voor het eerst vermeld en in 1132 werden de kerkelijke rechten geschonken aan de Abdij van Ename, terwijl ook de Gentse Sint-Pietersabdij een derde van de tiendrechten bezat. De kerk was oorspronkelijk gewijd aan Sint-Bavo. Later werd een zuidelijke zijbeuk bijgebouwd. Pas in 1619 werd de kerk gewijd aan Sint-Blasius.
In 1704-1705 werd een sacristie aangebouwd en in 1796 werd het koor en de toren herbouwd naar ontwerp van Damien De Staercke. In 1846-1849 werden de overige delen van de kerk herbouwd.

## Gebouw
Het betreft een driebeukige pseudobasiliek in neoclassicistische stijl. De kerk heeft rondbogige vensters en een recht afgesloten koor met daartegen een vierkante toren gebouwd.

## Interieur
De middenbeuk wordt overkluisd door een tongewelf, de zijbeuken door kruisgewelven. 
Twee belangrijke schilderijen zijn: Sint-Blasius geneest een kind (1666) door Antoon van den Heuvel en Kalvarie (1770) door F. Gent.
Er is een gepolychromeerd Sint-Catharinabeeld (eind 16e eeuw), er zijn 17e-eeuwse beelden afkomstig van de calvarie die voorheen buiten de kerk was aangebracht. Ook is er een vergulde reliekschrijn en een buste van Sint-Blasius (17e eeuw), terwijl er ook een 18e-eeuws Sint-Blasiusbeeld aanwezig is.
Het hoofdaltaar is 18e-eeuws en de zijaltaren zijn van 1849 en in neoclassicistische stijl. Ook zijn er twee 18e-eeuwse biechtstoelen.
Het orgel van ca. 1835 is wellicht een van de eerste instrumenten van François-Bernard Loret en bevat o.a. een voetpedaaltje, dat wellicht het enige (nog bestaande) exemplaar is in Vlaanderen.

## Galerij

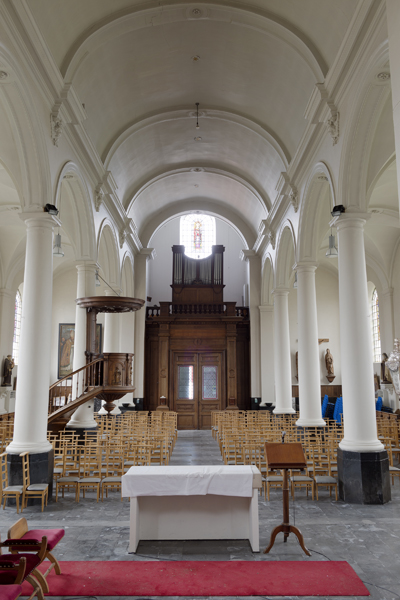
Orgel
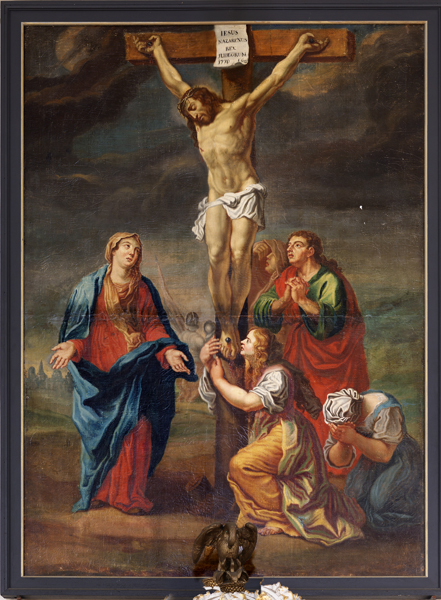
Kalvarie (1770)
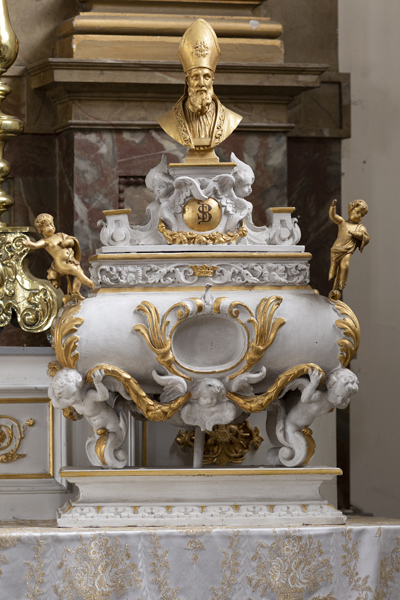
Sint Blasius
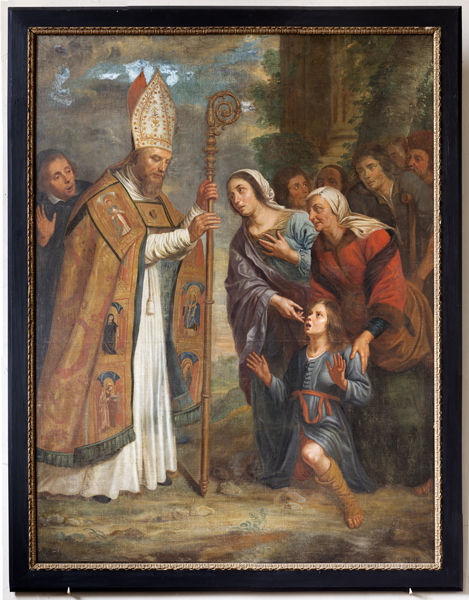
Blasius geneest een kind (Antoon van den Heuvel, 1666)
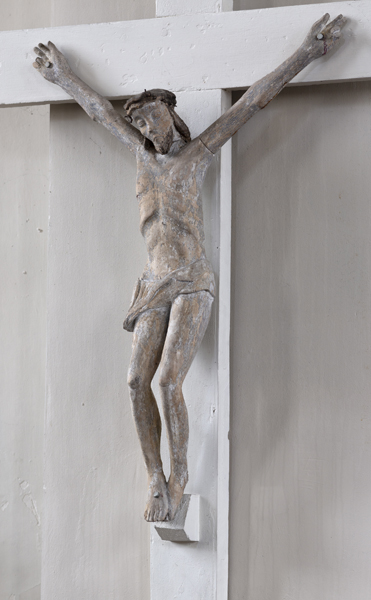
Kruisbeeld